# Premio Amanda 1990
La VI edizione del premio cinematografico norvegese premio Amanda (Amanda Awards in inglese) si tenne nel 1990.

## Vincitori
- Miglior film - En håndfull tid
- Miglior attrice - Camilla Strøm-Henriksen (per En håndfull tid)
- Miglior film straniero - Voci lontane... sempre presenti
- Premio onorario - Henki Kolstad